# Eridania Mons
L'Eridania Mons è una struttura geologica della superficie di Marte.